# Świrski (herb książęcy)
Świrski (Lis VI) – polski herb książęcy, odmiana herbu Lis. Herb własny rodziny Świrskich.

## Opis herbu

### Opis współczesny
Opis skonstruowany współcześnie brzmi następująco:
Na tarczy o polu czerwonym rogacina podwójnie przekrzyżowana.
Całość otacza płaszcz heraldyczny, podbity gronostajem.
Płaszcz zwieńcza mitra książęca.

## Geneza
Herb Świrski należy do książęcej rodziny Świrskich. Niewątpliwie na równi z Gedroyciami, z którymi bliskie ich łączyły stosunki, byli bowiem potomkami udzielnych książąt Litwy, dynastii, która poprzedziła Giedyminowską. Tak jak Giedroycie, stanowili oddzielny stan, który służbę ziemską, pełnił zbiorowo pod wodzą swego chorążego, noszącego tytuł chorążego świrskiego i krewskiego. Według kronikarzy litewskich – Dowmont, syn Romunda, księcia Litwy, pozostawił syna Jałgolda. Tego syn, nieznany z imienia, miał być bezpośrednim protoplastą kniaziów Świrskich.

## Herbowni
Informacje na temat herbownych w artykule sporządzone zostały na podstawie wiarygodnych źródeł, zwłaszcza klasycznych i współczesnych herbarzy. Należy jednak zwrócić uwagę na częste zjawisko przypisywania rodom szlacheckim niewłaściwych herbów, szczególnie nasilone w czasie legitymacji szlachectwa przed zaborczymi heroldiami, co zostało następnie utrwalone w wydawanych kolejno herbarzach. Identyczność nazwiska nie musi oznaczać przynależności do danego rodu herbowego. Przynależność taką mogą bezspornie ustalić wyłącznie badania genealogiczne.
Pełne listy herbownych nie są dziś możliwe do odtworzenia, także ze względu na zniszczenie i zaginięcie wielu akt i dokumentów w czasie II wojny światowej (m.in. w czasie powstania warszawskiego w 1944 spłonęło ponad 90% zasobu Archiwum Głównego w Warszawie, gdzie przechowywana była większość dokumentów staropolskich). Nazwisko znajdujące się w artykule pochodzi z Herbarza polskiego, Tadeusza Gajla. Występowanie danego nazwiska w artykule nie musi oznaczać, że konkretna rodzina pieczętowała się herbem Świrski. Często te same nazwiska są własnością wielu rodzin reprezentujących wszystkie stany dawnej Rzeczypospolitej, tj. chłopów, mieszczan, szlachtę. Herb Świrski jest herbem własnym, wiec do jego używania uprawniona jest zaledwie jedna rodzina: Świrscy.